# Combate de Kumanovo
El combate de Kumanovo fue un enfrentamiento entre terroristas albaneses y las fuerzas de seguridad macedonias en la ciudad macedonia de Kumanovo los días 9 y 10 de mayo del año 2015.
El enfrentamiento se dio entre unos 70 terroristas que se enfrentaron a las fuerzas de operaciones especiales de la policía macedonia, la cual fue equipada previamente con material sofisticado e incluso estuvieron apoyados por carros de combate para esta «operación anti-terrorista» denominada por las fuerzas policiales, aunque algunos macedonios hablan de una «invasión de hombres armados extranjeros».

## Antecedentes
Macedonia del Norte es una ex-república yugoslava que tiene una minoría étnica de origen albanés muy importante a nivel nacional, existiendo zonas con más del 25% de población perteneciente a esta etnia y teniendo medios que trabajan en ese idioma.
La inestabilidad política de Macedonia del Norte, ha contribuido a que hayan existido varios conflictos de origen étnico, como la insurgencia del Ejército de Liberación Nacional de origen albanés en 2001, en el conocido como el conflicto de Macedonia.
Actualmente, Macedonia del Norte vive en otra ola de inestabilidad política debido al boicot de la Unión Socialdemócrata de Macedonia al parlamento macedonio tras acusar al partido gobernante Organización Revolucionaria Interna de Macedonia - Partido Democrático para la Unidad Nacional Macedonia de cometer fraude electoral en las elecciones de 2014. Desde entonces se ha llegado a rumorear que la Unión Socialdemócrata está organizando un golpe de Estado para derrocar al VMRO-DPMNE.
En este panorama, el 3 de mayo de 2015 la sede del principal partido de etnia albanesa en Macedonia del Norte, la Unión Democrática para la Integración (DUI), sufrió un ataque con una granada, sin haber víctimas ni sospechas certeras de los instigadores. Se cree que el ataque fue motivado por las críticas al DUI de mantener buenas relaciones con el VMRO-DPMNE.

## Los combates
El 9 de mayo de 2015 un grupo armado de al menos 50 personas se adentran en la madrugada en la zona habitada, escondiéndose en casas particulares. Por la mañana, el gobierno macedonio informa de que el grupo es formado por entre 50 y 70 hombres fuertemente armados con subfusiles, fusiles semiautomáticos, rifles de francotirador y granadas de mano. La policía es mandada a evacuar a la población y a enfrentarse a los terroristas.
La evacuación se llevó a cabo durante todo el día, al mismo tiempo que mantenían enfrentamientos con los terroristas. Algunos habitantes cruzaron la frontera en dirección a Serbia.
Hacia las 18:00 CET, los medios macedonios informaban de que los combates se habían detenido cuando 27 militantes terroristas se rindieron a las fuerzas policiales; sin embargo, los disparos siguieron con menor frecuencia durante la noche.
En la mañana del 10 de mayo la policía informó que había terminado la operación para neutralizar la amenaza.

## Consecuencias
Tras detener a los sospechosos, 18 de ellos fueron identificados como inmigrantes ilegales de etnia albanesa procedentes de Kosovo.
Los detenidos fueron acusados de cargos de terrorismo.
El gobierno macedonio convocó una reunión para iniciar un plan de defensa. A dicha reunión fueron convocados el ministerio de defensa, las instituciones de seguridad, las fuerzas policiales y la dirección del ejército de la República de Macedonia (hoy, Macedonia del Norte).

## Reacciones internacionales
- Bulgaria: El 13 de mayo, el primer ministro Boyko Borisov informó ante el Parlamento que había enviado tropas a la frontera con la entonces República de Macedonia que estarían dispuestas a prestarle su ayuda, y que en caso de llegar a una situación crítica, Bulgaria podría dar asilo a 90 000 macedonios.[5]

- OTAN: Jens Stoltenberg, secretario general de la OTAN, manifestó su alegría por la capacidad de la policía macedonia de controlar la situación, aunque lamentó a su vez de que fuese con pérdidas. También abogó por la moderación de los pasos a seguir.[6]

- Unión Europea: Johannes Hahn emitió una serie de mensajes en las que abogaba por una unión entre las partes con el fin de esclarecer los hechos ocurridos en Kumanovo, así como resolver el problema de fondo.

- Rusia: El ministerio de Relaciones Exteriores emitió una nota en la que afirmaba que la aparición de la erupción de actividades antigubernamentales en la actual Macedonia del Norte en los últimos días es preocupante, y que la aparición de ideologías peligrosas podrían llevar al país a convertirse en un país inestable.

- Albania: El Gobierno de Albania emitió un comunicado en el que se pedía más protección para la población de etnia albanesa en la entonces República de Macedonia.[7]

- Kosovo: El Presidente de Kosovo condenó el ataque y lo calificó como un intento de desestablizar a Kosovo y a sus países vecinos. También condenó a sus presuntos ciudadanos que participaron en el ataque e instó a que esto no se repitiera.[7]